# Харес (военачалник)
Вижте пояснителната страница за други личности с името Харес.
Харес (на старогръцки: Χάρης, Chares) е атински генерал от 4 век пр.н.е.
Той е син на Теохарес от Демос Ангеле (Demos Ἀγγελή) или на Клеохарес, един известен военачалник на Атина.
Харес се бие през 367 пр.н.е. в множеството войни, в които Атина е въведена.
През 361 пр.н.е. Харес взема участие в борбата между демократи и олигархи на Керкира. През 358 пр.н.е. Харес е изпратен в Тракия, става командир на атинската войска на Тракийски Херсонес против одриския цар Керсеблепт с неговия зет генерал Харидем. Той завладява гръцките градове на полуострова, и следващата година тази война завършва с победа. Той заселва там атински клерухи. В резултат на това Одриското царство се разпада на три части.
Харес участва в съюзническата война (357 – 355 пр.н.е.) с атинския генерал Хабрий. Той е изпратен в Хиос. След загубата на битка той води през 356 пр.н.е. без подкреление в битката при Ембата на Хиос. След това дава на съд генералте Ификрат и Тимотей заради предателство и подкуп и им се отнема службата.
Харес постига блестящи успехи, особено през 349 и 340 пр.н.е., когато се бие против Филип II Македонски. През 338 пр.н.е. обаче е победен от македонците в битката при Херонея.
Харес се оттегля през 335 пр.н.е. в Сигион на Хелеспонт, бие се 333 пр.н.е. за персите против Александър Велики в Егейско море и държи с 2000 души Митилена, докато трябва да капитулира през 332 пр.н.е.
През 324 пр.н.е. Харес не е вече жив.